# Чередниченко, Павел Алексеевич
Павел Алексеевич Чередниче́нко (1910—1949) — советский стекловар.

## Биография
Родился в 1910 году в Константиновке, Екатеринославская губерния, Российская империя (ныне — Донецкая область, Украина).
Окончил четыре класса начальной школы и трёхлетнюю школу фабрично-заводского ученичества (фабзавуч) при Константиновском стекольном заводе. Работал там же.
В 1928—1933 годах учился в институте и затем преподавал там же, читал курс лекций «Химическое обезжелезивание стекломасс».
В 1939—1945 служил в РККА. Участник советско-финской и Великой Отечественной войн, инженер-майор.
С апреля 1945 года — главный инженер рижского стекольного завода «Саркандаугава» («Красная Даугава»).

## Награды и премии
- Сталинская премия третьей степени (1948) — за разработку и внедрение скоростных методов вытягивания оконного стекла на машинах Фурко и способа тонкослойной загрузки шихты в стекловаренные печи, обеспечивающих значительное увеличение производства стекольных заводов;
- орден Красной Звезды.